# NGC 3794
NGC 3794 est une galaxie spirale intermédiaire située dans la constellation de la Grande Ourse. NGC 3794 a été découverte par l'astronome germano-britannique William Herschel en 1790. Cette galaxie a été observée de nouveau par Herschel l'année suivante (18 mars 1791) et elle a été inscrite au catalogue NGC sous la cote NGC 3804.

## Caractéristiques
La classe de luminosité de NGC 3794 est IV et elle présente une large raie HI.

### Distance
Sa vitesse par rapport au fond diffus cosmologique est de 1 551 ± 12 km/s, ce qui correspond à une distance de Hubble de 22,9 ± 1,6 Mpc (∼74,7 millions d'al).
À ce jour, une dizaine de mesures non basées sur le décalage vers le rouge (redshift) donnent une distance de 19,190 ± 3,747 Mpc (∼62,6 millions d'al), ce qui est à l'intérieur des valeurs de la distance de Hubble.

### Classification

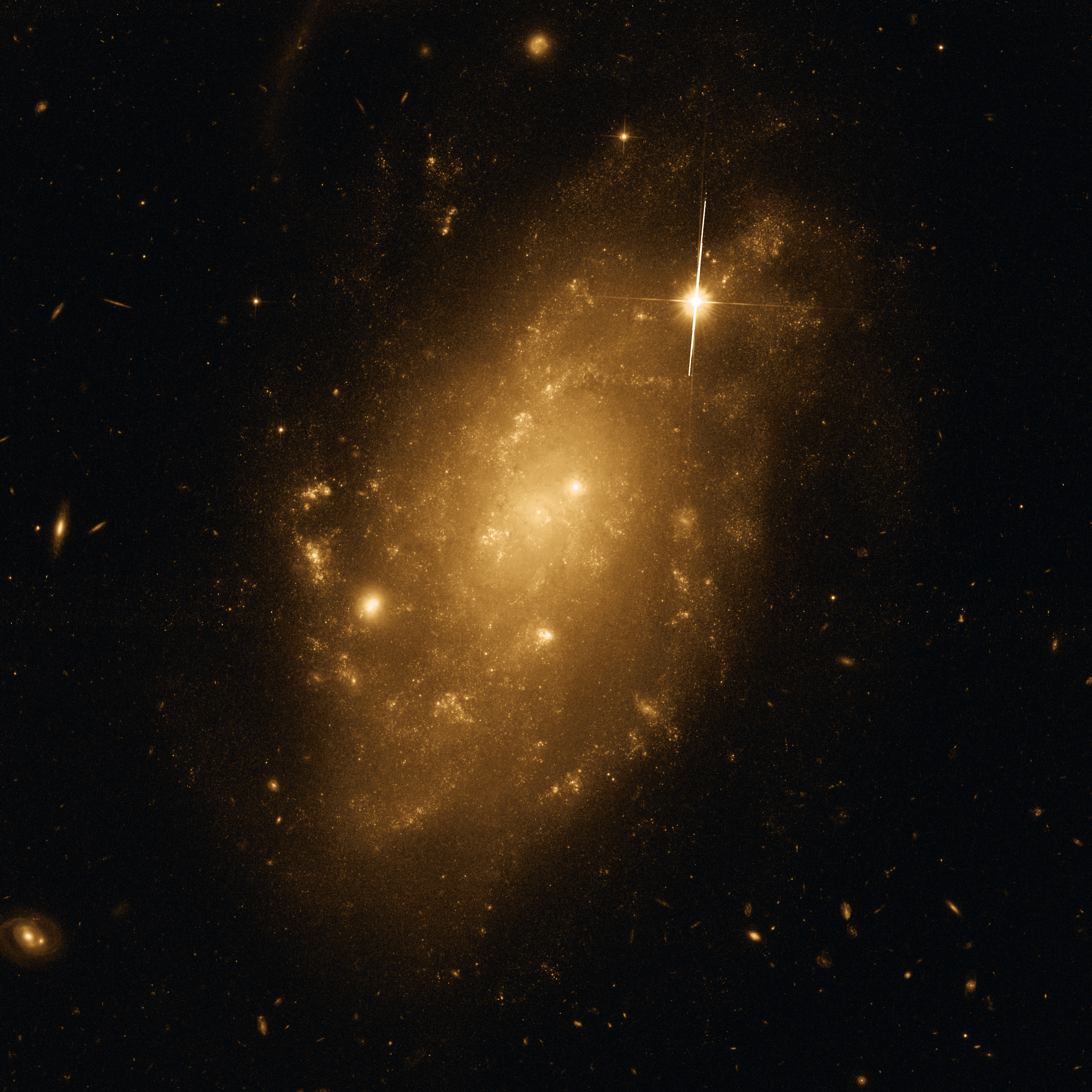
NGC 3794 par le télescope spatial Hubble. La présence d'une barre centrale est à peine visible sur la meilleure image que nous ayons de cette galaxie.

Les avis diffèrent sur la classification de NGC 3777, spirale intermédiaire selon les bases de données NASA/IPAC et HyperLeda et spirale barrée selon le professeur Seligman et par Wolfgang Steinicke. On voit à peine le début d'une barre sur l'image captée par le télescope spatial Hubble. La classification de spirale intermédiaire semble correspondre mieux à cette image.

### Brillance de surface
En raison d'une brillance de surface égale à 14,20 mag/am2, on peut qualifier NGC 3794 de galaxie à faible brillance de surface (LSB en anglais pour low surface brightness). Les galaxies LSB sont des galaxies diffuses (D) avec une brillance de surface inférieure de moins d'une magnitude à celle du ciel nocturne ambiant.

## Groupe de NGC 3898 et de M101
Selon A.M. Garcia, la galaxie NGC 3794 (NGC 3804 dans l'article) fait partie d'un groupe de galaxies qui compte au moins neuf membres, le groupe de NGC 3898. Les autres membres du groupe sont NGC 3733, NGC 3756, NGC 3846, NGC 3846A, NGC 3850, NGC 3898, NGC 3992 et UGC 6894.
D'autre part, dans un article publié en 1998, Abraham Mahtessian indique que NGC 3794 (NGC 3804 dans l'article) fait aussi partie d'un groupe plus vaste qui compte plus de 80 galaxies, le groupe de M101. Plusieurs galaxies de la liste de Mahtessian se retrouvent également dans d'autres groupes décrits par A.M. Garcia, soit le groupe de NGC 3631, le groupe de NGC 3898, le groupe de M109 (NGC 3992), le groupe de NGC 4051, le groupe de M106 (NGC 4258) et le groupe de NGC 5457.
Plusieurs galaxies des six groupes de Garcia ne figurent pas dans la liste du groupe de M101 de Mahtessian. Il y a plus de 120 galaxies différentes dans les listes des deux auteurs. Puisque la frontière entre un amas galactique et un groupe de galaxie n'est pas clairement définie (on parle de 100 galaxies et moins pour un groupe), on pourrait qualifier le groupe de M101 d'amas galactique contenant plusieurs groupes de galaxies.

## Amas de la grande Ourse et superamas de la Vierge
Les groupes de M101 et de NGC 3898 font partie de l'amas de la Grande Ourse, l'un des amas galactiques du superamas de la Vierge.